# Univerzita Johannese Gutenberga
Univerzita Johannese Guteberga (německy Johannes Gutenberg-Universität Mainz) v Mohuči patří mezi deset největších univerzit Německa. V studijním roce 2006/2007 měla 34.448 studentů. Od roku 2005 sestává z jedenácti odborných částí. Je jednou z mála univerzit v Německu soustředěných na jednom kampusu, přičemž některé části, fakultní nemocnice a obor žurnalistika, se nacházejí na jiných místech.

## Historie

### Začátky
Univerzita byla založena v roce 1477 arcibiskupem a říšským kancléřem Adolfem II. z Nasavy. V roce 1798 byla výuka na univerzitě zrušena francouzskou vládou; ale lékařská fakulta fungovala až do roku 1823.
Mohučská univerzita byla oživena 15. května 1946 francouzskou okupační mocností — která kdysi její provoz i ukončila. Byla pojmenována po Johannesi Gutenbergovi, jenž v 16. století zde v Mohuči vylepšil knihtisk. Provoz začal v bývalých kasárnách, které tvoří dodnes jádro dnešního univerzitního kampusu. 2088 studentů i studentek bylo zapsaných. Ti se museli aktivně podílet v úpravě nově vzkříšené univerzity.
Univerzita Johannese Gutenberga se stala první univerzitou nově založené spolkové země Porýní-Falcu.

### Studentská revoluce roku 1968
Studentská revoluce roku 1968 měla přímý dopad na mohučskou univerzitu v roce 1972 tím, že byly zrušeny dosavadní fakulty a zavedeny odborné části (Fachbereiche).

## Odborné části
Univerzita se dnes skládá z jedenáctí odborných částí (Fachbereiche, FB):
- FB 01: katolická a evangelická teologie;
- FB 02: sociální vědy, média a sport;
- FB 03: právo a hospodářství;
- FB 04: medicína;
- FB 05: filosofie a filologie;
- FB 06: aplikované kulturní a jazykové vědy;
- FB 07: historie a kulturní vědy;
- FB 08: fyzika, matematika a informatika;
- FB 09: chemie, farmacie, geologické vědy;
- FB 10: biologie;
- FB 11: vysoká škola hudby a akademie výtvarných umění.

Odborná část 06 obsahující překladatelství a tlumočnictví se nachází mimo Mohuč v městě Germersheim, asi 100 km jižně od Mohuče. Tento institut byl začleněn do Univerzity Johannese Gutenberga v roce 1949.